# Phallaceae
Phallaceae é uma família de fungos. Pertencentes à ordem fúngica Phallales, estas espécies têm uma distribuição mundial, mas são especialmente prevalentes nas regiões tropicais. São conhecidos pelas suas massas de esporos pegajosas e malcheirosas, ou glebas, situadas na extremidade de caules chamados receptáculos. A estrutura característica do corpo frutífero – um único receptáculo não ramificado com uma gleba unida externamente na parte superior – distingue Phallaceae de outras famílias de Phallales. A massa de esporos tipicamente tem odor de carniça ou de fezes, e atrai moscas e outros insectos que ajudam a dispersar os esporos. Embora exista uma grande diversidade de formas das estruturas corporais entre os vários géneros, todas as espécies de Phallaceae iniciam o seu desenvolvimento como estruturas ovais ou redondas conhecidas como ovos.

## Descrição
As espécies de Phallaceae são gasteróides – com esporos produzidos internamente. Os corpos frutíferos surgem na forma de uma estrutura gelatinosa, esférica ou oval que pode estar completa ou parcialmente enterrada no solo. O perídio, a camada exterior do ovo, é branco, ou avermelhado, com duas ou três camadas. A camada exterior é delgada enquanto a interior é mais grossa, gelatinosa e contínua. Quando a maturidade é atingida o perídio abre e permanece como uma volva na base do receptáculo.

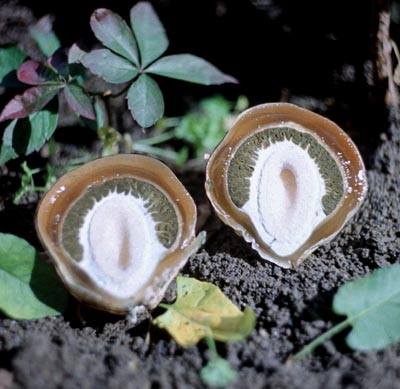
Gleba bissectada de Phallus impudicus.

A porção fértil do corpo frutífero é muitas vezes sustentada por um caule largo e carnudo ou esponjoso (como em Phallales), o qual pode ser cilíndrico, em forma de estrela ou reticulado. Podem ter cores vivas, por vezes com uma membrana com aspecto de rede ou véu cobrindo e protegendo os esporos. A substância contentora dos esporos, a gleba, é tipicamente gelatinosa, frequentemente com odor fétido e deliquescente (tornando-se líquida devido à absorção de água). A gleba forma-se na face exterior do chapéu ou na parte superior do receptáculo.
Os basídios são pequenos e estreitos, fusiformes, de curta duração (evanescentes), com 4 a 8 esterigmas. Os esporos têm forma geralmente elipsóide ou cilíndrica e são hialinos ou de cor castanha clara, lisos, com paredes mais ou menos lisas e truncados na base.

## Géneros
- Anthurus
- Aseroë Labill. (1800)
- Clathrus P. Micheli ex L.
- Endophallus Zang & Petersen (1989)
- Gelopellis Zeller (1939)
- Ileodictyon Tul. ex M. Raoul (1844)
- Itajahya Möller (1895)
- Kobayasia (Kobayasi) S. Imai & A. Kawam. (1958)
- Laternea Turpin (1822)
- Ligiella J.A. Sáenz (1980)
- Lysurus Fr. (1823)
- Mutinus (Huds.) Fr. (1849)
- Neolysurus O.K. Mill., Ovrebo & Burk (1991)
- Phallus Junius ex L. (1753)
- Protubera Möller (1895)
- Pseudocolus
- Protuberella
- Simblum

## Galeria de imagens

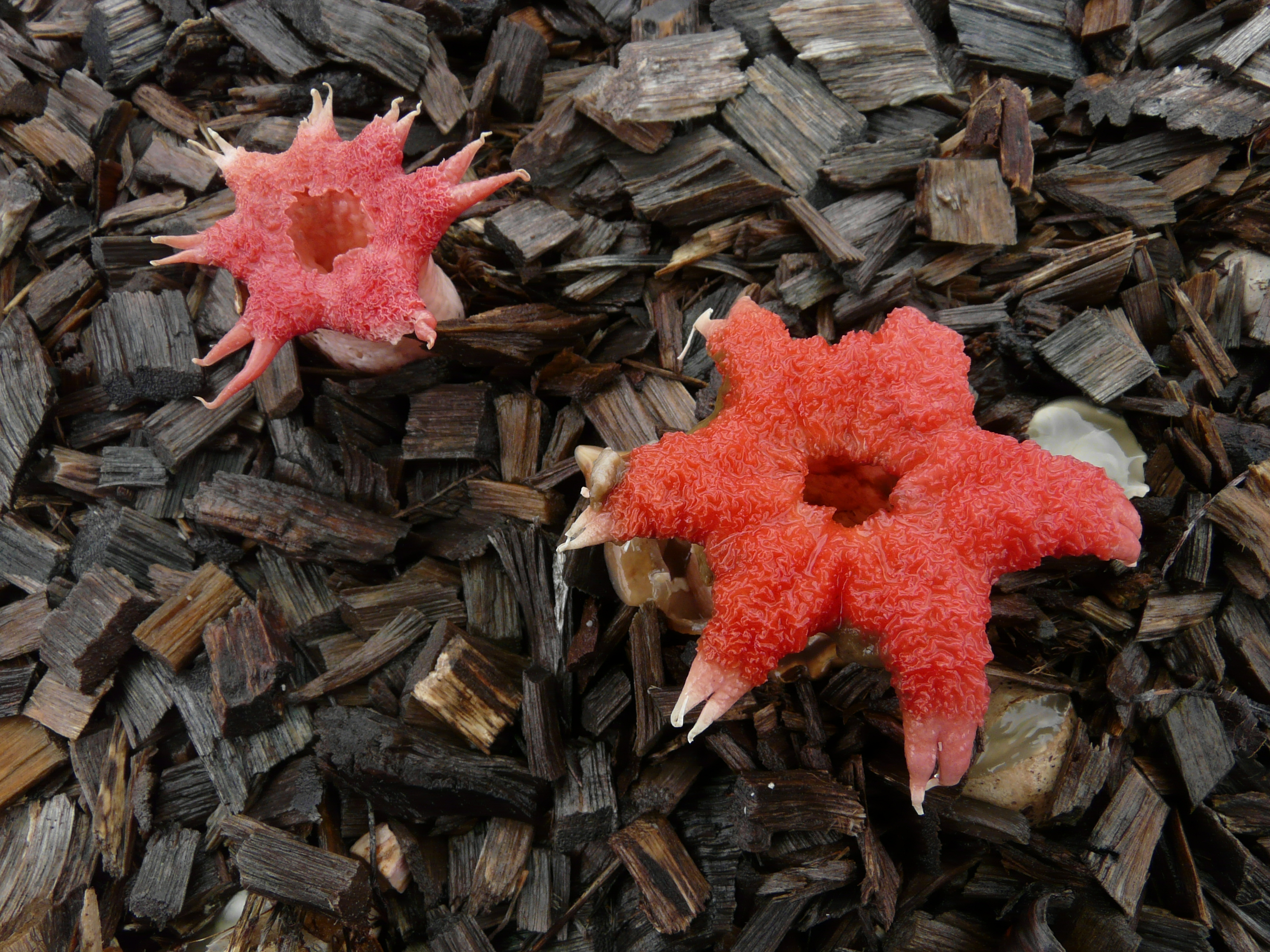
Aseroë rubra
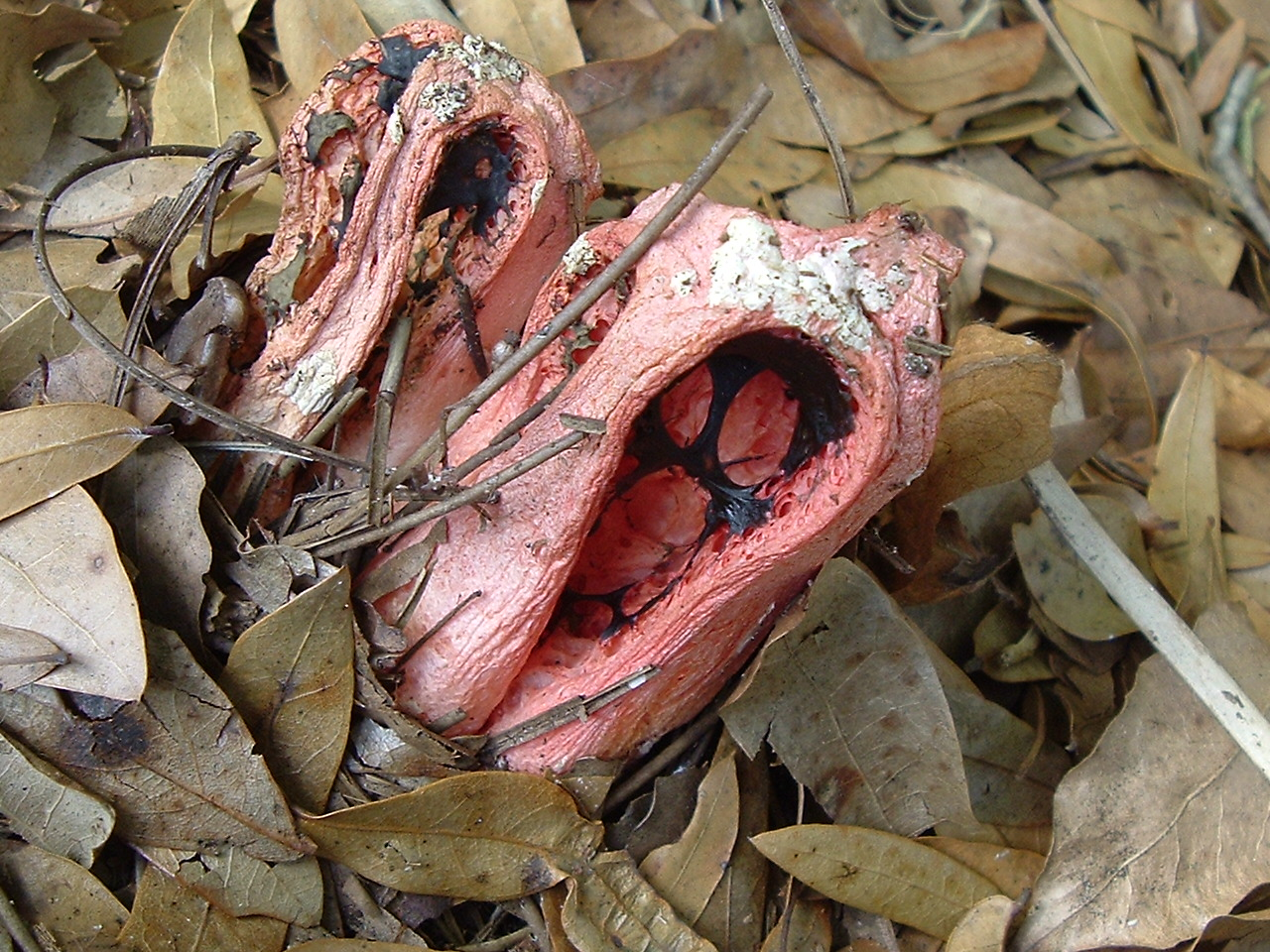
Clathrus columnatus
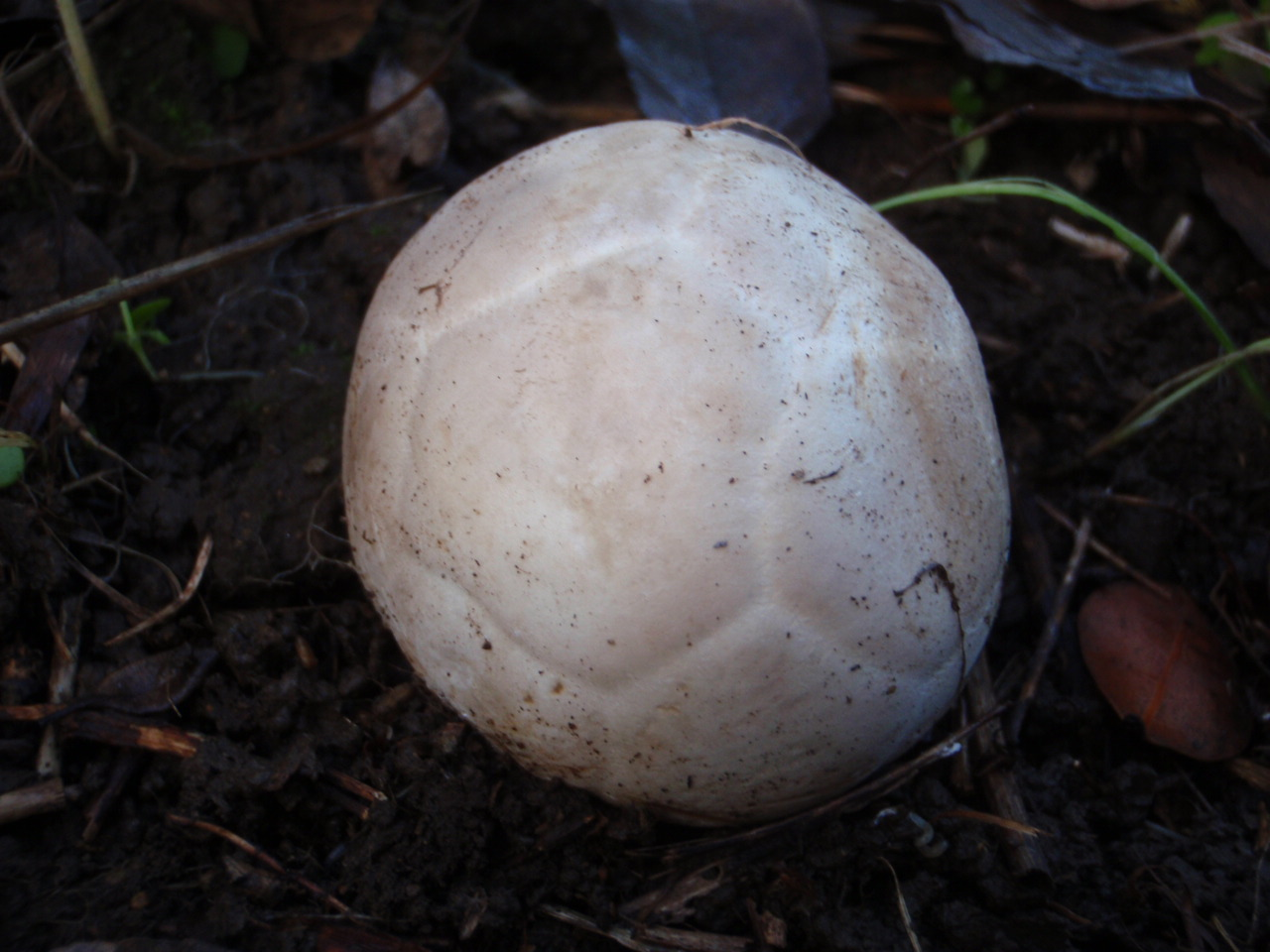
Ovo imaturo de Clathrus ruber
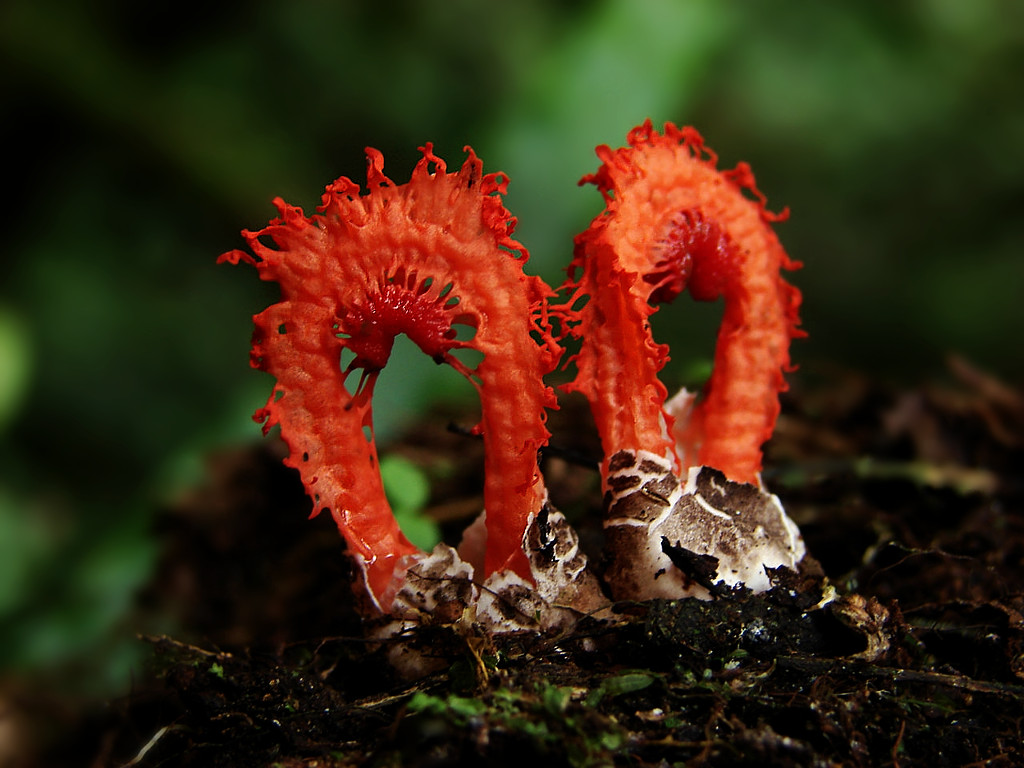
Laternea pusilla
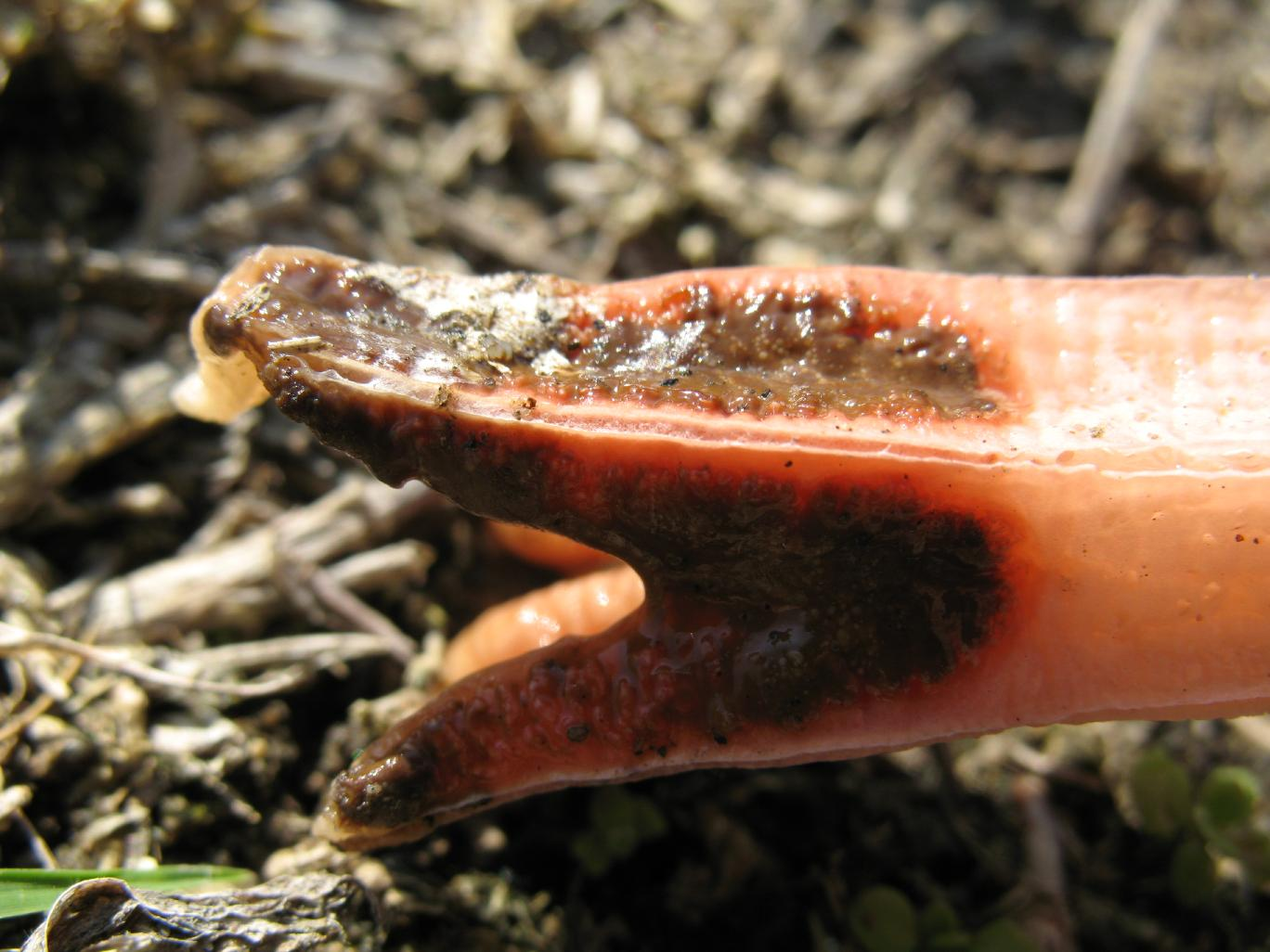
Lysurus mokusin
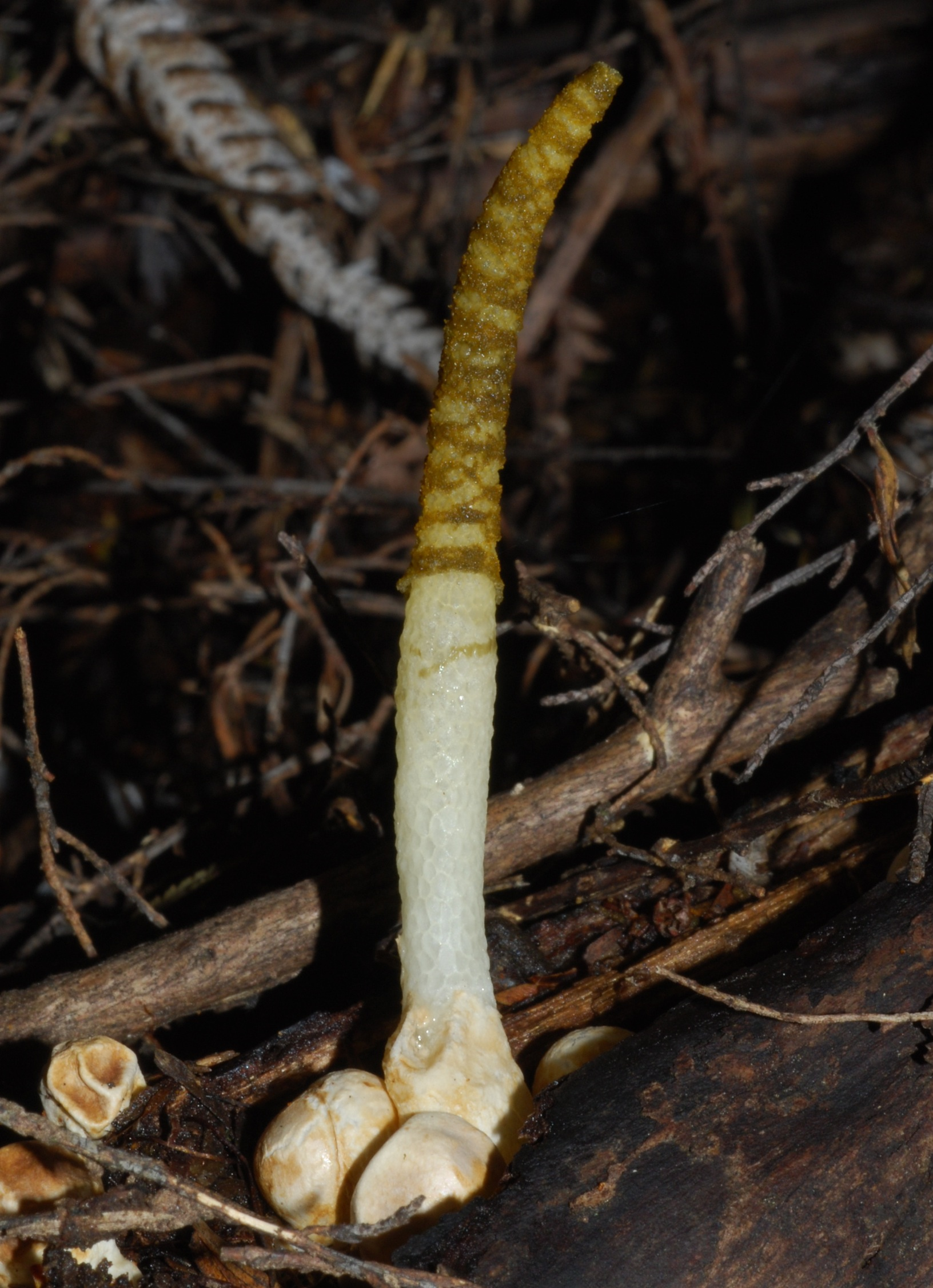
Mutinus borneensis
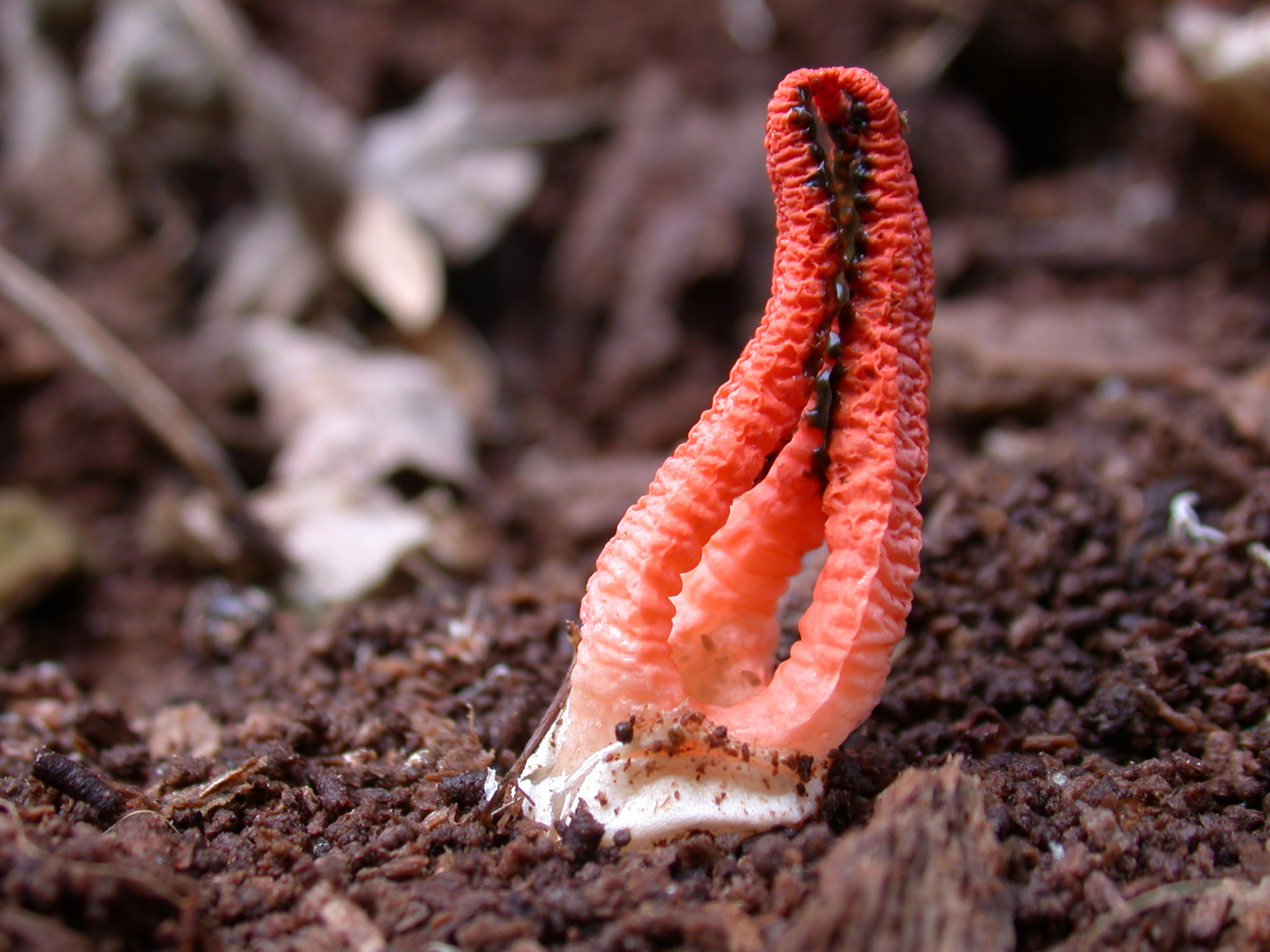
Pseudocolus fusiformis

### Obras citadas
- Ellis JB, Ellis MB. (1990). Fungi without gills (hymenomycetes and gasteromycetes): an identification handbook. London: Chapman and Hall. ISBN 0-412-36970-2
- Miller HR, Miller OK. (1988). Gasteromycetes: morphological and developmental features, with keys to the orders, families, and genera. Eureka, Calif: Mad River Press. p. 80. ISBN 0-916422-74-7